# Этнонимы греков
Этнонимы греков — совокупность самоназваний (эндоэтнонимов) и использующихся другими народами (экзоэтнонимов) названий греческого народа на протяжении его существования. Вопрос о происхождении этнических названий греческого народа принадлежит к числу спорных и не решенных по настоящее время.
Самоназвание древних и современных греков с VII века до н. э. — эллины (мн. ч. греч. Έλληνες (ср.-греч. э́линес, др.-греч. (атт. и ион.) hэ́лленес, дор. и эол. э́лланес)), ед. ч. Έλληνας э́линас, женский род Ελληνίδα элини́да). По преданию эллины названы по имени прародителя греков в греческой мифологии — Эллина. Изначально эллинами называлось одно из фессалийских племён. Греки называют свою страну «Эллада» (кафаревуса Ἑλλάς Элла́с, димотика Ελλάδα Элла́да). При этом Элладой изначально называлась одна из областей Фессалии и один из городов этой области. Свой язык греки называют «эллинским» (ελληνικά элиника́), а свою религию — «эллинизм». В древности «Έλληνες» также являлось официальным названием Коринфского союза; вместе с тем использовался этноним «панэллины».
Этноним «греки» употребил Аристотель в сочинении «Метеорологика». Согласно Аристотелю «греки» — первоначальное название эллинов: «те, кто назывался тогда греками, а ныне зовутся эллинами» (οι καλούμενοι τότε μεν Γραικοί, νυν δ' Έλληνες). Это утверждение Аристотеля считается необоснованным. Этноним «греки» (др.-греч. Γραικοί, лат. Graeci) происходит из латинского языка и первоначально, по-видимому, относился к одному из племён Северной Греции (в Эпире), племени «граи» (Γραιοί, лат. Grai), что отражено в названии местности Грея (Грайя, Γραία), был воспринят римлянами, вероятно, от колонистов из Греи в Кумах. По Фукидиду Грайские поля (Γραϊκή) находились у Оропа на побережье против Эретрии, по Павсанию Грея — старое название города Танагра в Беотии. Георгиос Хадзидакис утверждал, что «граи» и «греки» частично переселились из города Танагра в Южную Италию (в Кумы). Названием «греки» обозначали эллинов италийцы. Римляне перенесли название «греки» на весь народ эллинов. Плутарх использовал презрительное название лат. Graeculus. По Плутарху Цицерон «часто слышал за спиною: «Грек!», «Учёный!» — самые обычные и распространённые среди римской черни бранные слова». Мифологический прародитель греков носил имя Грек (Γραικός Грэко́с; в греческой мифологии — сын Зевса и  Пандоры, младшей дочери Девкалиона). 
Благодаря римлянам «греки» стало общепринятым вне Греции названием эллинов. Большинство европейских народов используют по отношению к грекам этноним «греки» в местном произношении этого слова. При этом романские народы и англичане называют современную Греческую Республику «Эллинской Республикой» (англ. Hellenic Republic), но Грецию как страну — Грецией (романские, славянские, кельтские народы, англичане и албанцы) или «греческой землёй» (нем. Griechenland). Византия, в свою очередь, европейцами называлась Греческой Империей.
На востоке греков называют ионийцами, по названию одной из ветвей древних греков (Ίωνες ионэс), названной из-за своего прародителя — Иона (Ίων). Таким образом, на древнеармянском, например, название Греции — Yoynkʿ (Յոյնք), на современном армянском — Hunastan (Յունաստան, Հունաստան), на иврите — Yavan (יון), на арабском — al-Yūnān (اليونان), на тюркских языках — Yunanistan/Yunanıstan, на грузинском — Saberʒneti (საბერძნეთი), по одной из версий, это название родственно слову «brʒne» (ბრძნე) — мудрость. Адыги называют греков «Урым», которое происходит от тюрко-турецкого термина Рум (см. ниже), что указывает на Анатолию и Понт в качестве источников заимствования.
В древности греки также называли себя ахейцами (Ἀχαιοί ахайо́й, ед. ч. Ἀχαιος ахайос), по названию одной из ветвей эллинов, названы из-за прародителя ахейцев в греческой мифологии — Ахея, данайцами (Δαναοί, ед. ч. Δαναος), что совпадает с названием одного из народов моря, аргивянами (более правильно аргейцы, аргивяне, от своего латинского названия — Argivi, ед. ч. Argivus) (Αργείοι арге́йой, ед. ч. Αργείος арге́йос), от названия города Аргос, по которому именовались в древности Арголида, весь Пелопоннес и даже вся Греция.
В I веке до н. э. — I веке н. э. греки Эллады, Пелопоннеса, Эгейских островов, Эпира, Македонии, Фракии, Крита, Кипра, Италии, Тавриды, Малой Азии, Понта, Каппадокии, Сирии и Египта получили статус граждан Римского государства и стали называться «ромеи» (Ρωμαίοι рома́йой) или «ромеоэллины», буквально «римляне», так греки называли римлян, единственное число — ρωμαίος рома́йос — римлянин, греческий язык стал называться ромаикой (Ρωμαίικα) (буквально «римский язык», ранее так на греческом языке называлась латынь), земли, заселённые греками, стали называться Ромаида (буквально «Римская земля»), греческий союз стал Политией Ромеев (Πολιτεία τῶν Ῥωμαίων, буквально «Римская Республика»), титул главы этого союза стал звучать как «автократор ромеев» (αὐτοκράτωρ τῶν ῾Ρωμαίων, буквально «император римлян», так греки называли римских императоров), демархи стали римскими демархами (демархами до этого греки называли плебейских трибунов Римской Республики), символом этого союза стал символ Римской Республики — аквила (позже двуглавый орёл), римский юлианский календарь стал его официальным календарём, многие греки стали брать себе римские имена (как и римляне — греческие), в греческий язык вошло некоторое количество латинских слов (как и в латынь вошли многие греческие слова).
После христианизации Римской империи греки также стали называться «христиане» (Χριστιανοί христиани́, ед. ч. — Χριστιανός христиано́с) (это название позже пришло на Русь, трансформировавшись в слово «крестьяне», оно стало названием земледельческого сословия), символом Византийской империи стал крест Святого Георгия. При этом после образования в Элладе государств крестоносцев греков, принявших католицизм, как и самих крестоносцев, называли франками. Эллинами же называли греков-язычников до полного исчезновения греческого язычества, эллинами средневековые греки названы также в исторических трудах Лаоника Халкокондила.
После завоевания Византийской империи Эпирского деспотата и Трапезундской империи Османской империей султан турок взял себе титул «Kayser-i-Rûm» («Римский кесарь»). Совокупность всех мирян православной церкви стала называться «Millet-i Rûm» (что переводится как «римский народ»). Отуреченные крымские греки до сих пор называются урумы, курды называют Грецию «Хурумистан», на Востоке Восточную Римскую империю называли «Рум», в отличие от Западной, которую называли «Ифранджа» («страна франков»). Проявлялось и некоторое культурное влияние турок на греков — языком греков в этот момент являлась «димотика» («народный язык»), в которую вошли некоторые тюркизмы. Фамилии некоторых малоазиатских греков приобрели формант «-оглу» (на тюркских языках «сын»).